# Список умерших в 796 году

## Апрель
- 18 апреля — Этельред I, король Нортумбрии (774—779 и 790—796).

## Июль
- 29 июля — Оффа, король Мерсии (757—796) и король Восточной Англии (794—796).

## Декабрь
- 17 декабря — Экгфрит, король Мерсии (796).

## Дата смерти неизвестна или требует уточнения
- Колла мак Форгуссо, возможно, король Коннахта (792—796) из рода Уи Бриуйн
- Нандиварман II, царь царей (махараджадхираджа) Анандадеши (государство Паллавов) в Северном Тамилнаде (731—796).
- Хафс аль-Куфи, одна из значимых фигур в искусстве кираата и чтении Корана, основной передатчиков одного из семи канонических методов декламации Корана.
- Хишам I, второй эмир Кордовы (788—796).
- Якуб ибн Тарик, арабский математик и астроном.